# Doğanbeyli (Tufanbeyli)
Doğanbeyli ist ein Ortsteil (Mahalle) im Landkreis Tufanbeyli der türkischen Provinz Adana mit 689 Einwohnern (Stand: Ende 2024). Im Jahr 2011 zählte der Ort 786 Einwohner.